# Холоморфна функция
Холоморфните функции са основният обект, изучаван от комплексния анализ. Това са функции, дефинирани върху отворено подмножество на комплексната равнина C със стойности в C, които са комплексно-диференцируеми във всяка точка. Това условие е много по-силно от условието за реална диференцируемост и от него следва, че функцията е гладка (тоест има производни от произволен ред) и е напълно определена от нейния ред на Тейлър. В този контекст терминът аналитична функция често се използва като синоним, въпреки че понятието „холоморфна функция“ има и други значения. Функция, холоморфна в цялата равнина, се нарича цяла функция.

## Дефиниция
Нека U бъде отворено подмножество на C и f: U → C бъде комплекснозначна функция, дефинирана върху U. Казваме, че f е комплексно-диференцируема в точка z0 от U, ако границата
{\displaystyle f'(z_{0})=\lim _{z\rightarrow z_{0}}{f(z)-f(z_{0}) \over z-z_{0}}}
съществува.
Границата тук се взима по всички редици от комплексни числа, клонящи към z0, и за всички тях горният израз трябва да клони към едно и също число, което се означава с f '(z0). Ако f е комплексно-диференцируема във всяка точка z0 от U, казваме, че f е холоморфна в U. Казваме, че f е холоморфна в точката z0, ако е холоморфна в някаква околност на z0. Функцията f е холоморфна в някакво неотворено множество A, ако е холоморфна в отворено множество, съдържащо A.